# Jackson Browne - Saturate Before Using
Albums de Jackson Browne
For Everyman
(1973)
Jackson Browne est le premier album de l'auteur-compositeur-interprète, chanteur, guitariste et pianiste américain folk rock Jackson Browne sorti en 1972. L'album est parfois connu sous le titre Saturate Before Using.

## Présentation
La chanson Doctor My Eyes a été classée 8e au Billboard en 1972, elle a été reprise par de nombreux artistes, dont les Jackson Five.
Jamaica Say You Will a été reprise, entre autres, par The Byrds, Nitty Gritty Dirt Band et Joe Cocker.
L'album a reçu le Grammy Hall of Fame Award en 2019.

## Titres de l’album
Toutes les chansons sont écrites et composées par Jackson Browne.
| A1. | Jamaica Say You Will   | 3:23 |
| A2. | A Child in These Hills | 3:57 |
| A3. | Song for Adam          | 5:22 |
| A4. | Doctor My Eyes         | 3:11 |
| A5. | From Silver Lake       | 3:49 |

| B1. | Something Fine        | 3:47 |
| B2. | Under the Falling Sky | 4:08 |
| B3. | Looking into You      | 4:20 |
| B4. | Rock Me on the Water  | 4:13 |
| B5. | My Opening Farewell   | 4:45 |

## Musiciens
- Jackson Browne - guitare acoustique, piano, chant
- Clarence White - guitare acoustique sur "Jamaica Say You Will"
- Jesse Ed Davis - guitare électrique sur "Doctor My Eyes"
- Albert Lee - guitare électrique sur "A Child in These Hills" et "Under the Falling Sky"
- Sneaky Pete Kleinow - guitare pedal steel sur "Looking into You"
- Leland Sklar - basse
- David Campbell - alto
- Jim Gordon - orgue
- David Jackson - piano sur "Looking into You"
- Craig Doerge - piano sur "From Silver Lake", "Rock Me on the Water" et "My Opening Farewell"
- David Crosby - chœurs
- Graham Nash - chœurs
- Leah Kunkel - composé la contre mélodie vocale sur "From Silver Lake"
- Russ Kunkel - batterie, congas sur "Doctor My Eyes" et "Under the Falling Sky"
- Jimmie Fadden - harmonica

## Certifications
| Pays              | Certification | Date       | Unités certifiées |
| ----------------- | ------------- | ---------- | ----------------- |
| États-Unis (RIAA) | Platine       | 12/12/1997 | 1 000 000         |